# Ashfaq Ahmed
Ashfaq Ahmed, auch Ashfaq Ahmad, Ashfāq Aḥmad oder Ašfāq Aḥmad, Urdu: اشفاق احمد (geboren 22. August 1925 in Muktsar, Punjab, Britisch-Indien; gestorben 7. September 2004 in Lahore, Punjab, Pakistan) war ein pakistanischer Schriftsteller, Dramatiker, Rundfunk- und Fernsehmoderator.

## Leben

### Jugend, Flucht nach Lahore und Studium
Ahmed wurde in eine paschtunische Familie des Mohmand-Stammes geboren, die von Afghanistan nach Makesar, Punjab, Britisch-Indien ausgewandert ist. Er ging dort auch zur Schule. Nach der Teilung Indiens 1947 kam er mit Millionen von Menschen zunächst im Flüchtlingslager Walton an. Er begann Neuigkeiten mit einem Megaphon zu verbreiten und wurde später bei Radio Azad Kashmir angestellt, das auf einem Lastwagen eingerichtet war und in Kaschmir herumfuhr. Er studierte Urdu-Literatur am Government College in Lahore und schloss mit dem Master ab. Während des Studiums lernte er Bano Qudsia, seine spätere Frau und literarische Weggefährtin, kennen.

### Hochschullehrer, Radiosprecher, Hörspielautor und TV-Moderator
Anschließend erhielt er einen Zweijahresvertrag am Dayal Singh College in Lahore.
Danach reiste er nach Italien, um bei Radio Rom als Urdu-Nachrichtensprecher zu arbeiten. Parallel dazu lehrte er Urdu an der Universität Rom, wo er auch ein Sprachdiplom in Italienisch erhielt. Ein Diplom in Französisch absolvierte er an der Universität Grenoble. Schließlich machte er in New York City eine Ausbildung in der Gestaltung von Radiosendungen.
Zurück in Pakistan gründete er seine eigene monatliche Literaturzeitschrift Dastaango (Der Geschichtenerzähler) und stieg bei Radio Pakistan als Hörspielautor ein. Er wurde Herausgeber der Urdu-Wochenzeitung Lail-o-Nahar (Tag und Nacht) und wurde darin Nachfolger des Dichters Sufi Ghulam Mustafa Tabassum.
1962 startete Ashfaq Ahmed die Radiosendung Talqeen Shah (Der Prediger), die ihn bei den Menschen in Städten und Dörfern bekannt machte. Er wurde 1966 zum Direktor des Markazi Urdu Board, einer Institution des Ministeriums für Information und Rundfunk für die Entwicklung des Urdu ernannt, das 1984 in Urdu Science Board umbenannt wurde, eine Stelle, die er 29 Jahre lang innehatte. Er blieb dort bis 1979 im Vorstand. Während der Regierungszeit von Zia-ul-Haq.war er auch als Berater im Bildungsministerium tätig.
Ahmed reiste viel und beherrschte die Sprachen Punjabi, Urdu, Englisch, Italienisch und Französisch.

### Schriftstellerische Arbeit
Als Junge schrieb er Geschichten, die in Phool (Blume), einer Zeitschrift für Kinder, veröffentlicht wurden. Ahmed schrieb über dreißig Bücher. Seine Kurzgeschichte Gaddarya (Der Hirte) brachte ihm 1955 frühen Ruhm ein. Er schrieb Romane, Kurzgeschichten und Stücke für Fernsehen und Radio in Urdu.

### Alter, Tod und Vermächtnis

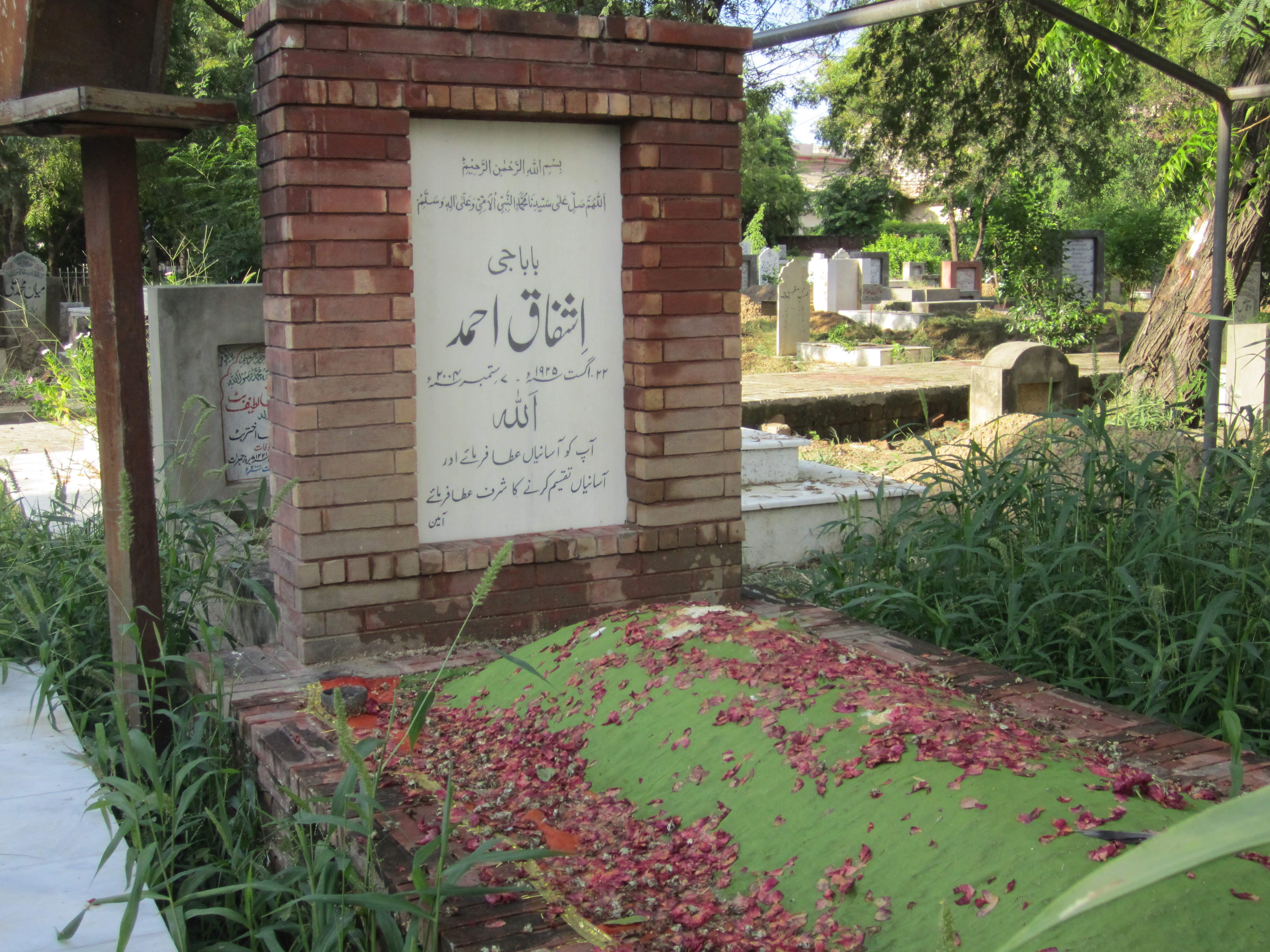
Das Grab von Ashfaq Ahmed in Model Town, Lahore

Später im Leben wuchs Ahmeds Hingabe an den Sufismus. Seine enge Beziehung zu Qudrat Ullah Shahab und Mumtaz Mufti, Baba Mohammad Yahya Khan wurde auch auf diese Tendenz zurückgeführt. Er traf sich mit seinen Fans in den TV-Programmen Baithak (Das Gästezimmer) und Zaviya (Der Winkel) des staatlichen Fernsehsenders Pakistan Television Corporation, wo er schnelle Antworten auf jede Frage des jugendlichen Publikums gab.
Am 7. September 2004 starb Ahmed an Bauchspeicheldrüsenkrebs. Er wurde in Model Town, einem Vorort von Lahore, Pakistan begraben.
Im November 2004 organisierten Mitarbeiter der Allama Iqbal Open University eine Veranstaltung in Islamabad, um Ahmed Tribut zu zollen.

## Preise und Anerkennungen
- 1979: Presidential Pride of Performance Award (Urdu: تمغائے حسن کارکردگی)[11]
- Sitara-i-Imtiaz Award, Auszeichnung, die vom Präsidenten überreicht wird (Star of Excellence) für seine Verdienste um Rundfunk und Literatur Pakistans[12]

## Werke

### Radiosendungen
- Talqeen Shah تلقین شاہ
- Baithak بیٹھک

### Fernsehshows
- Uchhay Burj Lahore De / اُچے برج لاہور دے[8]
- Tali Thallay / ٹالی تھلے
- Tota Kahani  / توتا کہانی
- Aik Mohabbat Sau Afsanay[13] / ایک محبت سو افسانے
- Aur Dramay / اور ڈرامے
- Zavia / زاویہ

### Prosa
- Zaviya 1 / زاویہ #1 (Winkel, Band 1)
- Zaviya 2 / زاویہ #2 (Winkel, Band 2)
- Zaviya 3 / زاویہ #3 (Winkel, Band 3)
- Aik Mohabbat Sau Afsanay / ایک محبت سو افسافے
- Man Chalay Ka Sauda / من چلے کا سودا
- Gadaria: Ujlay Phool / گڈریا: اُجلے پھول
- Safar e Maina / سفرِ مینا
- Tahli Thallay / ٹاہلی تھلے
- Mehman Bahaar / مہمان بہار
- Changez Khan ke Sunehri Shaheen /  چنگیز خاں کے سنہری شاہین
- Khattya Wattya /  کھٹیا وٹیا
- Qumkaar / قمکار
- Garma Garm / گرما گرم
- Haft Zabani Lughaat / ہفت زبانی لغات
- Doosron Se Nibah / دوسروں سے نباہ
- Aik Hi Boli / ایک ہی بولی
- Subhaney Fasaney / صبحانے فسانے
- Band Gali / بند گلی
- Mehman Saraey / مہمان سرائے
- Baba Sahiba / بابا صاحبا
- Safar Dar Safar / سفر در سفر
- Ucche Burj Lahore De / اُچے بُرج لاہور دے
- Tilisam Hosh Afza / طلسم ہوش افزا
- Aur Dramey / اور ڈرامے
- Nange Paun / ننگے پاؤں
- Hasrat Tameer / حسرت تعمیر
- Jang Bajang / جنگ بجنگ
- Aik Muhabbat So Dramey / ایک محبت سو ڈرامے
- Hairat Kadah / حیرت کدہ
- Shaahla Kot / شاہلا کوٹ
- Khel Tamasha / کھیل تماشا
- Guldaan / گلدان
- Dheenga Mushti / دھینگا مُشتی
- Shora Shori / شورا شوری
- Dhandora / ڈھنڈورا
- Arz e Musannif / عرضِ مصنف
- Fankar / فنکار
- Mukhtalif Mashron Mein Aurat Ki Hasiyat / مختلف معاشروں میں عورت کی حیثیت
- Qila'a kahani / تاریخ

### Übersetzung
- Ernest Hemingway: A farewell to arms. Übersetzung von Ashfaq Ahmed von Englisch nach Urdu: Vidaa e Jang /  وداعِ جنگ

### Theaterstücke
- Mun Chaley Ka Sauda / سودا ہو گیا۔
- Nangay Paun / ننگے پا وں
- Baba Sahib / بابا صاحب
- Khel Tamashay / کھلا شو